# Vulcanodontidae
Vulcanodontidae är en familj av dinosaurier i överordningen sauropoder.
Dinosaurierna Zizhongosaurus, Barapasaurus, Tazoudasaurus och Vulcanodon bildar en naturlig familj, som fanns under jura-perioden. Familjen vulkanodonter inkluderar några av de tidigast kända exemplen på sauropoder. Familjenivån Vulcanodontidae uppfördes av MR Cooper 1984.